# Пащенко, Александр Юрьевич
Алекса́ндр Ю́рьевич Па́щенко (рум. Alexandru Paşcenco; 28 мая 1989, Тирасполь, СССР) — молдавский футболист, полузащитник национальной сборной Молдавии и футбольного клуба «Динамо-Авто».

## Карьера

### Клубная
Пащенко является воспитанником тираспольского футбольного клуба «Шериф». Также играл за другие молдавские клубы — «Динамо» Бендеры, «Тилигул-Тирас», «Тирасполь». Летом 2010 года полузащитник перешёл в футбольный клуб «Рапид», где провёл два сезона. В 2012 году вернулся в родной клуб, цвета которого защищал до 2014 года.
В начале 2014 года по обоюдному согласию расторг контракт с тираспольским «Шерифом» и перешёл в ереванский «Арарат», с которым подписал контракт до 1 августа 2017 года. Перед переходом в ереванский клуб, футболист был на просмотре в казахстанском «Кайсаре», где по неизвестным причинам он не подошёл. В июне подписал контракт с кишинёвским клубом «Зимбру», с которым выиграл Суперкубок Молдовы 2014. В декабре покинул кишинёвский клуб, а в январе 2015 года перешёл в иранскую команду «Нафт МИС». Летом этого же года покинул иранский клуб, а в июле стало известно, что Александр подписал на год контракт с молдавским клубом «Академия УТМ». В марте 2016 года подписал контракт с тираспольским клубом «Динамо-Авто», а летом перешёл в болгарский клуб «Верея».
В январе 2017 года перешел в кишиневский клуб «Дачия», с которым завоевал серебряные медали чемпионата. В январе 2018 года перешел в казахский клуб «Кызыл-Жар». Однако в марте стало известно, что он пополнил ряды «Динамо-Авто».

### Сборная
За свою карьеру футболист играл за юношеские сборные Молдовы U-17 (капитан команды), U-19 и молодежную сборную U-21. С 2012 года по сегодняшний день Александр Пащенко выступает за сборную Молдовы. На данный момент он провёл 9 игр.

## Семья
Старший брат Сергей также футболист, играет на позиции вратаря.

## Достижения

### Клубные
Шериф:
- Чемпион Молдавии (1): 2013
- Обладатель Суперкубка Молдавии (1): 2013

 Зимбру:
- Обладатель Суперкубка Молдавии (1): 2014

### Личные
- Лучший полузащитник чемпионата Молдавии (1): 2012[17][18]